# 汪中熙
汪中熙（1912年—？），曾用名汪中西，男，满族，北京人，中国电影技术专家，曾任中国电影家协会理事，中国电影电视技术学会荣誉会员。